# Richtlinie 2012/28/EU (Verwaiste-Werke-Richtlinie)
Die Richtlinie 2012/28/EU (Verwaiste-Werke-Richtlinie) regelt die zulässigen Formen der Nutzung verwaister Werke „durch öffentlich zugängliche Bibliotheken, Bildungseinrichtungen und Museen sowie Archive, im Bereich des Film- oder Tonerbes tätige Einrichtungen und öffentlich-rechtliche Rundfunkanstalten, die in den Mitgliedstaaten ihren Sitz haben, um die Ziele im Zusammenhang mit ihren im Gemeinwohl liegenden Aufgaben zu erreichen“.

## Zweck
Durch die Richtlinie 2012/28/EU soll ein einheitlicher Rechtsrahmen im Europäischen Wirtschaftsraum (EWR) „zur Erleichterung der Digitalisierung und Verbreitung von urheberrechtlich oder durch verwandte Schutzrechte geschützten Werken und sonstigen Schutzgegenständen, deren Rechteinhaber unbekannt ist oder, selbst wenn dieser bekannt ist, nicht ausfindig gemacht werden kann — sogenannter ‚verwaister Werke‘“ geschaffen werden. Dies sei „eine Schlüsselmaßnahme der Digitalen Agenda für Europa, wie dies in der Mitteilung der Kommission ‚Eine Digitale Agenda für Europa‘ dargelegt ist“.
Diese Richtlinie bildet einen weiteren gesetzgeberischen Harmonisierungsschritt im Rahmen der EU und des EWR und im Hinblick auf ein einheitliches europäisches Urheberrecht.
Alle EU-Urheberschutz-Richtlinien dienen grundsätzlich dem Schutz der Urheber und dem Abbau von Handelshemmnissen und Wettbewerbsverzerrungen in Bezug auf das Urheberrecht und den freien Austausch von Wissen und Innovation im europäischen Binnenmarkt. Die Richtlinie 2012/28/EU hat jedoch vor allem die Bewahrung und Verbreitung des europäischen Kulturerbes im Rahmen von Europa 2020 zum Ziel. Siehe auch: Europeana.

## Gegenstand – verwaiste Werke
Gegenstand dieser Richtlinie sind verwaiste Werke im Sinne des Artikel 1 Abs. 2 der Richtlinie 2012/28/EU:
- Werke, die in Form von Büchern, Fachzeitschriften, Zeitungen, Zeitschriften oder in sonstiger Schriftform veröffentlicht wurden und die in Sammlungen öffentlich zugänglicher Bibliotheken, Bildungseinrichtungen oder Museen sowie in den Sammlungen von Archiven oder im Bereich des Film- oder Tonerbes tätigen Einrichtungen enthalten sind
- Film- oder audiovisuelle Werke und Tonträger, die in den Sammlungen von öffentlich zugänglichen Bibliotheken, Bildungseinrichtungen oder Museen sowie in den Sammlungen von Archiven oder Einrichtungen im Bereich des Film- oder Tonerbes enthaltenen Einrichtungen enthalten sind
- Film- oder audiovisuelle Werke und Tonträger, die von öffentlich-rechtlichen Rundfunkanstalten bis zum und einschließlich am 31. Dezember 2002 produziert wurden und in ihren Archiven enthalten sind, die urheberrechtlich oder durch verwandte Schutzrechte geschützt sind und zuerst in einem Mitgliedstaat veröffentlicht oder, wenn sie nicht veröffentlicht wurden, gesendet wurden

Dies gilt nach Artikel 1 Abs. 3 und 4 der Richtlinie 2012/28/EU auch für:
- Werke und Tonträger, die weder veröffentlicht noch gesendet wurden, die jedoch durch die Einrichtungen gemäß Artikel 1 Absatz 1 der Richtlinie 2012/28/EU mit Zustimmung der Rechteinhaber der Öffentlichkeit zugänglich gemacht wurden, sofern vernünftigerweise anzunehmen ist, dass sich die Rechteinhaber der Nutzung gemäß Artikel 6 der Richtlinie nicht widersetzen würden, und
- auch für Werke und sonstige Schutzgegenstände, die in Werke oder Tonträger wie oben beschrieben eingebettet, eingebunden oder integraler Bestandteil dieser sind.

Ob verwaiste Software und Computerspiele („Abandonware“) unter die Definition von audiovisual works der Direktive fallen, wird von Gelehrten diskutiert.

## Rechtsgrundlage
Der Erlass der vorliegenden Richtlinie wurde auf
- Artikel 53 Absatz 1 AEUV (Koordinierung der Rechts- und Verwaltungsvorschriften der Unionsmitgliedstaaten)
- Artikel 62 AEUV (Verweisung) und
- Artikel 114 AEUV (Verfahrensbestimmung)

gestützt.

## Aufbau
- Artikel 1 (Gegenstand und Anwendungsbereich)
- Artikel 2 (Verwaiste Werke)
- Artikel 3 (Sorgfältige Suche)
- Artikel 4 (Gegenseitige Anerkennung des Status als verwaistes Werk)
- Artikel 5 (Ende des Status als verwaistes Werk)
- Artikel 6 (Zulässige Formen der Nutzung verwaister Werke)
- Artikel 7 (Weitere Anwendung anderer Rechtsvorschriften)
- Artikel 8 (Stichtag für die Anwendbarkeit)
- Artikel 9 (Umsetzung)
- Artikel 10 (Überprüfungsklausel)
- Artikel 11 (Inkrafttreten)
- Artikel 12 (Adressaten)
- Anhang (Quellen im Sinne von Artikel 3 Absatz 2 der Richtlinie)

## Ausgewählte Bestimmungen

### Sorgfältige Suche
Zentrales Element, um ein Werk als verwaistes Werk einstufen zu können, ist die Verpflichtung der öffentlich zugängliche Bibliotheken, Bildungseinrichtungen und Museen sowie Archive, im Bereich des Film- oder Tonerbes tätige Einrichtungen und öffentlich-rechtliche Rundfunkanstalten, die in den EWR-Mitgliedstaaten ihren Sitz haben, eine sorgfältige Suche nach den Urhebern des Werkes vor der Nutzung des Werks oder Tonträgers durchzuführen (Art. 3 der Richtlinie 2012/28/EU).

### Gegenseitige Anerkennung des Status als verwaistes Werk
Gemäß Artikel 4 der Richtlinie 2012/28/EU muss der Status eines Werkes oder Tonträgers als verwaistes Werk in allen Mitgliedstaaten der Europäischen Union und EWR-Mitgliedstaaten (Liechtenstein, Island und Norwegen) gegenseitig anerkannt werden. Eine als verwaist statuiertes Werk kann entsprechend den Vorgaben der Richtlinie 2012/28/EU in allen Unionsmitgliedstaaten genutzt und auf diese zugegriffen werden.

### Ende des Status eines verwaisten Werkes
Wird ein Rechteinhaber gefunden und widerspricht dieser der Nutzung des Werkes als verwaistes Werk, so ist die Nutzung umgehend zu beenden und für die vorherige Nutzung solcher Werke und sonstiger Schutzgegenstände ist ein gerechter Ausgleich zu erstatten (siehe Art. 5 und Art. 6 Abs. 5 der Richtlinie 2012/28/EU).